# Shenyang J-15
Shenyang J-15 Flying Shark (кит. спр. 歼-15, піньїнь: Jiān-15, J-15, буквально «Винищувач модель 15») — палубний винищувач розроблений Shenyang Aircraft Corporation і 601 інститутом. Спочатку передбачалося, що він буде виконаний за Стелс-технологією, але пізніше з'ясувалося, що планер літака базується на прототипі Су-33, з модернізацією китайським радаром і озброєнням.

## Розробка
Після запуску в серійне виробництво винищувачів J-11, що є копіями російських Су-27, в кінці 90-х представники Китаю зверталися до влади Росії з приводу купівлі 50 винищувачів Су-33, проте в ході переговорів ця кількість була зменшена до 2 літаків, після чого російська сторона припинила переговори, порахувавши подібну угоду витоком технологій, як це вже було з літаком J-11.
У 2005 році (за іншою інформацією — у 2001 році) Китай купив в України Т-10К, один з перших прототипів Су-33, а на початку червня 2010 року було оголошено, що Китай завершив створення першого прототипу нового палубного винищувача. Настільки тривала затримка була викликана проблемою, пов'язаною з технологією функціонування складного крила палубних винищувачів. Однак, деякі китайські ЗМІ з посиланням на представників компанії-розробника відзначили, що J-15 не є копією Су-33 (обґрунтувавши це старінням авіоніки, датчиків і ракет Су-33), а являє собою вдосконалений проєкт J-11B (копія Су-27), що отримав, зокрема, переднє суцільноповоротне горизонтальне оперення.
У липні 2010 року з'явилося відео льотних випробувань літака. Причому, за даними китайського видання Global Times, перший політ J-15 відбувся 31 серпня 2009 року.
25 квітня 2011 на китайських форумах з'явилися перші фотографії нового літака. На наступний день фотографії оприлюднили і офіційні китайські ЗМІ. На знімках видно, що літак оснащений складаним крилом, укороченою хвостовою балкою і посиленим шасі. Фотографії літака були зроблені на майданчику Заводу № 112 китайського авіабудівного підприємства Shenyang на північному сході Китаю. Передбачається, що випробування триватимуть ще кілька років, а літак буде прийнятий на озброєння після 2015 року.
24 листопада 2012 здійснена перша успішна посадка винищувача на палубу авіаносця «Ляонін».
Літаки цього типу також базуватимуться на авіаносці Проєкт 001A.

## Споріднені моделі
- Су-33
- Shenyang J-11